# Emine Dschaparowa

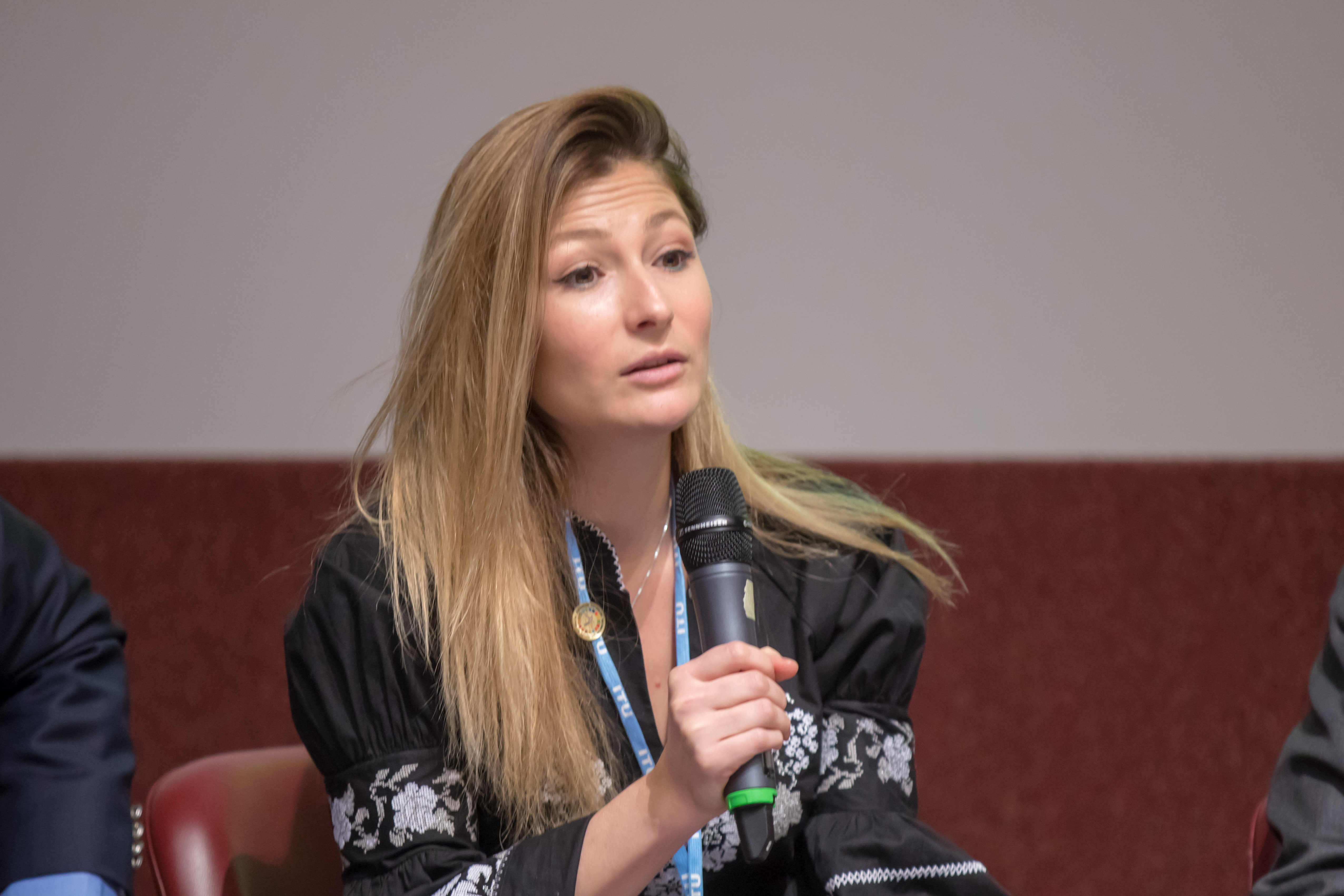
Emine Dschaparowa (2018)

Emine Ajjarowna Dschaparowa (ukrainisch Еміне Айяровна Джапарова, * 5. Mai 1983 in Krasnodar) ist eine ukrainisch-krimtatarische Journalistin und Politikerin.

## Biografie
Von 2000 bis 2003 war sie als Assistentin für humanitäre Angelegenheiten nationaler Minderheiten des Ersten stellvertretenden Ministerpräsidenten der Ukraine tätig. 2005 nahm sie am International Visitor Leadership Program teil und absolvierte ein Praktikum beim Außenministerium der Vereinigten Staaten. 2006 schloss sie ein Studium der internationalen Beziehungen an der Nationalen Taras-Schewtschenko-Universität Kiew ab. 2008 beteiligte sie sich an einem diplomatischen Ausbildungsprogramm am Institut für internationale Beziehungen in Wassenaar. Von 2008 bis 2010 war sie als Attaché der Abteilung für soziale-, kulturelle- und humanitäre Zusammenarbeit des Außenministeriums der Ukraine tätig.
Von 2011 bis 2014 war sie stellvertretende Chefredakteurin von Zaman, Moderatorin mehrerer Programme auf ATR und Videoschneiderin und Redakteurin bei RFE/RL, wo sie Programme über die Geschichte der Krimtataren und die krimtatarische Sprache entworfen hat. Von 2014 bis 2015 war sie freischaffende Journalistin bei RFE/RL. Von 2015 bis 2016 war sie als Beraterin für die Krim des Ministers für Informationspolitik der Ukraine tätig. Von 2016 bis 2019 war sie die Erste Vizeministerin für Informationspolitik der Ukraine.
Im Mai 2020 schlug Präsident Wolodymyr Selenskyj vor, Dschaparowa zur Ersten Vizeaußenministerin zu ernennen, da seiner Meinung nach Repräsentanten der Krimtataren die Ukraine auf höchster diplomatischer Ebene vertreten sollten. Seit dem 10. Juni 2020 ist sie die Erste Vizeaußenministerin der Ukraine. Am 14. Juli 2020 wurde sie per Dekret des Präsidenten der Ukraine zur Vorsitzenden der Nationalkommission der Ukraine für die UNESCO ernannt.
Im November 2020 und März 2021 stellte Dschaparowa bei Konferenzen mit Vertretern der EU und der OSZE die Pläne der Krim-Plattform vor. Am 22. Dezember 2021 wurde ihr der Verdienstorden 3. Klasse verliehen.
Dschaparowa spricht Ukrainisch, Krimtatarisch, Englisch, Türkisch und Spanisch.